# Cadillac Deville (1977—1984)
Cadillac Deville или Cadillac de Ville (рус. Кадилла́к Деви́ль) — полноразмерные легковые автомобили американской фирмы Cadillac, отделения корпорации General Motors выпускавшиеся в 1949—2005 годах. В иерархии Cadillac занимали промежуточное положение между автомобилями начального уровня: 62-й серии, Calais, Seville, и автомобилями высшего класса: 75-й серии, Eldorado. В описываемый период выпускались две модели: купе Cadillac Coupe Deville и седан Cadillac Sedan Deville с дверными стёклами в рамках и центральными стойками у седанов.
Законодательно установленные требования среднего по фирме расхода топлива привели к тому, что новые автомобили стали меньше: легче примерно на 250 кг и короче примерно на 25 сантиметров. При этом удалось сохранить традиционные черты и стиль автомобилей Cadillac, а также просторный и комфортабельный салон. Кроме того, были проведены серьёзные работы по повышению экономичности двигателей: за описываемый период модели сменили шесть различных моторов. 

## 1977—1979

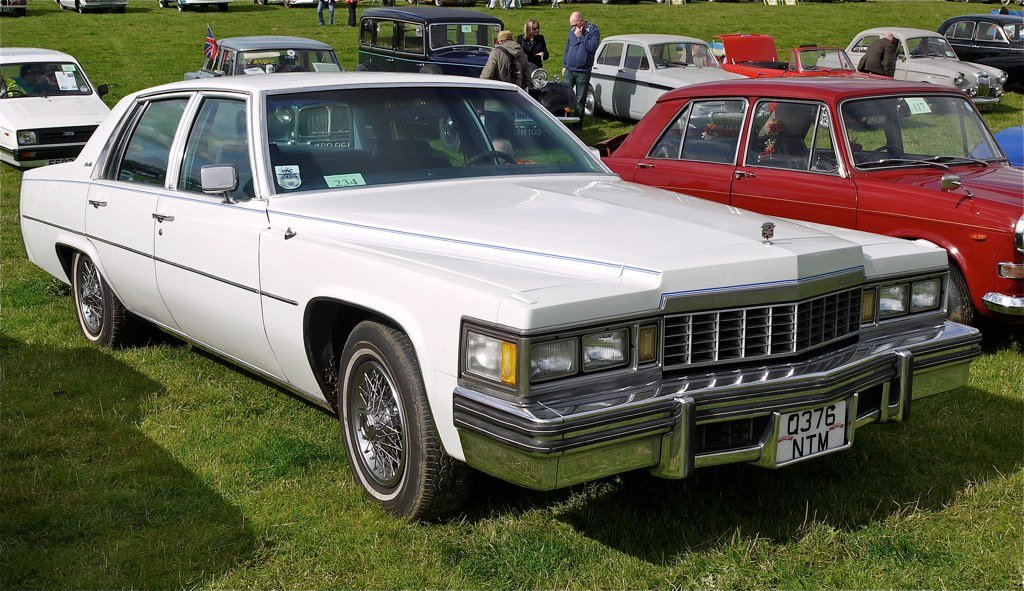
1977 Cadillac Sedan Deville с центральными стойками

Новые автомобили 1977 модельного года потеряли главную особенность моделей Deville — кузова без центральных стоек (pilarless). Теперь обе модели имели дверные стёкла с рамками, а седан мощные центральные стойки. Автомобили стали значительно меньше: короче и легче, при этом разработчикам удалось сохранить все традиционные черты и стиль автомобилей Cadillac. Новый впечатляющий передок с мощным бампером, четырьмя квадратными фарами и большими боковыми фонарями, отделка окон и боковин хромированными молдингами, новый стильный задний бампер с вертикальными фонарями и резиновыми защитными вставками — все эти показатели класса люкс сохранились в автомобиле нового размера.
В 1978 модельном году обновилась решётка радиатора, её ячейки стали крупными квадратными. Вертикальные задние фонари были полностью заполнены красными рассеивателями сверху и отражателями — снизу, сбоку вновь появились небольшие рассеиватели красного цвета. В 1979 модельном году квадратные ячейки решётки радиатора стали мельче.
Новая конструкция кузова обладала повышенной структурной целостностью, все контактные поверхности были усилены для избежания разбалтывания и дребезга при езде по неровной дороге. Для защиты от коррозии использовались панели из оцинкованной стали и биметаллов, уменьшилось количество мест скопления воды и грязи.

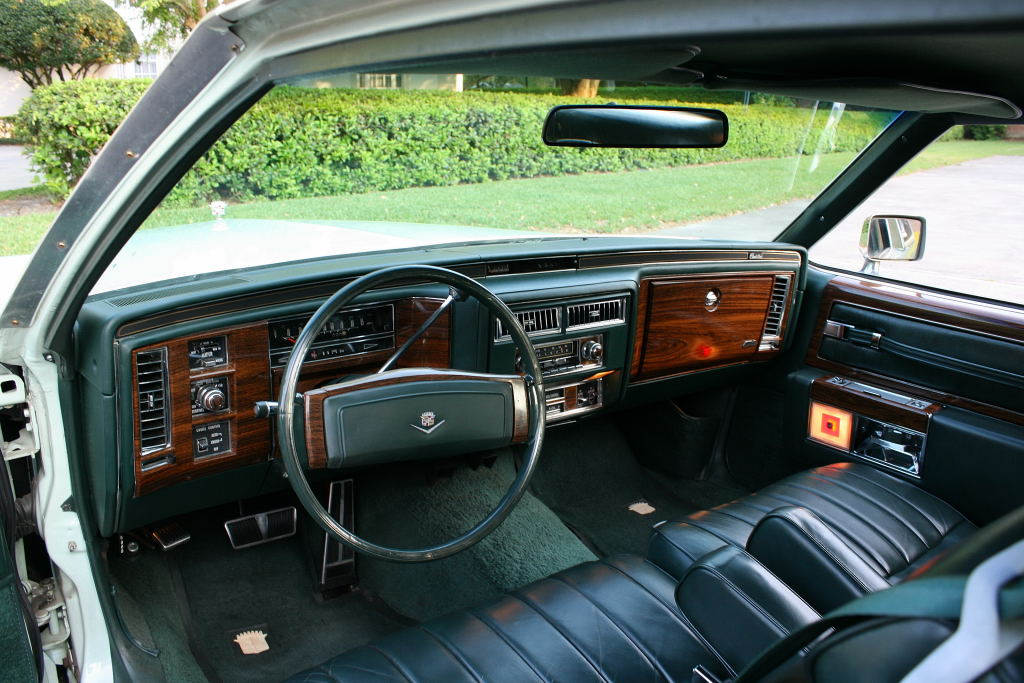
1978 Cadillac Coupe Deville

Полностью переработанный салон стал даже немного просторнее: увеличилось пространство для ног и над головой задних пассажиров, больше стал багажник. Новая конструкция дверей упростила вход и выход, а изменённые замки обеспечили более чёткое их запирание. Новая передняя панель была лучше организована: все необходимые водителю органы управления находились слева, справа, по центру автомобиля были расположены общие приборы, такие как климат-контроль и радио. В новой системе автоматического климат-контроля компрессор кондиционера работал только тогда, когда это было необходимо, экономя топливо. Регулируемый по шести направлениям (вверх-вниз, вперёд-назад и по наклону спинки) передний диван устанавливался стандартно. По заказу салон можно было оборудовать раздельными передними сидениями с индивидуальными регулировками. Все места были оборудованы поясными и диагональными ремнями безопасности. Выбор стереофонических радиосистем был широким как никогда: обычный радиоприёмник с плейером Стерео 8, радио с поиском станций, радиоприёмник с цифровым дисплеем и радио со встроенным CB-передатчиком. С 1978 модельного года можно было заказать радиоприёмник с кассетным плейером, а в 1979 году — радио с электронным управление и автоматическим поиском станций. Также, с 1979 модельного года автомобили стали комплектоваться новым рулевым колесом.
Обе модели, купе и седан можно было заказать в специальном исполнении d'Elegance. В этом случае автомобили имели особо элегантную отделку салона в специальной гамме цветов, комфортабельные кресла, специальные коврики, декоративные молдинги снаружи и другие признаки роскоши. Доступный только для купе стиль Cabrilet представлял собой отделку задней части крыши искусственной кожей, заходящей на заднее стекло, как у лимузинов, с окантовкой блестящими молдингами. Только в 1979 модельном году предлагался ещё один вариант специального оформления — Phaeton. В таком исполнении вся крыша седана или купе, покрывалась специальной тканью, что создавало вид, напоминающий классические кабриолеты. Кроме того, автомобили имели колёса со спицами, салоны в роскошной отделке и соответствующие надписи на задних стойках.
Восьмицилиндровый V-образный двигатель был также уменьшен до рабочего объёма 7 литров (425 кубических дюйма) путём уменьшения, как диаметра цилиндра, так и хода поршня. Мотор с обозначением L33 оборудовался карбюратором и развивал мощность в 180 л.с., двигатель с обозначением L35 имел центральный впрыск топлива с электронным управлением (Electronic Fuiel Injection — EFI) и развивал мощность 195 л.с. Все автомобили стандартно оснащались автоматической трёхступенчатой трансмиссией THM400.
Во второй половине 1979 модельного года появилась возможность заказать установку на автомобиль дизельного двигателя. Восьмицилиндровый V-образный дизель имел рабочий объёмом 5,7 литров (350 кубических дюймов) и развивал мощность 120 л.с. Для облегчения пуска двигателя в холодную погоду, в предкамере каждого цилиндра были установлены электрические подогреватели. После поворота водителем ключа зажигания, на панели приборов зажигалась надпись «Ждите» и, только после прогрева воздуха в цилиндрах, надпись гасла и появлялась возможность завести мотор. С дизелем устанавливалась аккумуляторная батарея удвоенной мощности.
Полностью переработанная передняя независимая на штампованных поперечных рычагах и изменённая задняя зависимая с продольными рычагами пружинные подвески улучшили устойчивость и управляемость автомобиля. Как спереди, так и сзади были установлены стабилизаторы поперечной устойчивости. Рулевое управление с гидроусилителем с переменным передаточным отношением, передние дисковые вентилируемые и задние барабанные тормоза, также внесли свой вклад в хорошие ездовые свойства автомобиля. С 1978 модельного года появилась возможность заказа регулировки уровня кузова сзади: по сигналу датчиков, компрессор подавал воздух в специальные полости задних амортизаторов, поддерживая постоянной, вне зависимости от нагрузки высоту кузова автомобиля. В 1979 году система получила электронное управление, существенно повысившее качество её работы и снизившее затраты энергии. В этом модельном году также были немного изменены характеристики подвески под новые шины высокого (2,2 бар) давления, которые позволяли экономить топливо.
Всего в 1977 году было изготовлено 234 171 автомобиль — абсолютный рекорд модели за все годы, 138 750 купе и 95 421 седан. В 1978 году было выпущено 206 701 автомобиль, 117 750 купе и 88 951 седан. Всего в 1979 модельном году было произведено 215 101 автомобиль, 121 890 купе и 93 211 седана→.

## 1980—1984

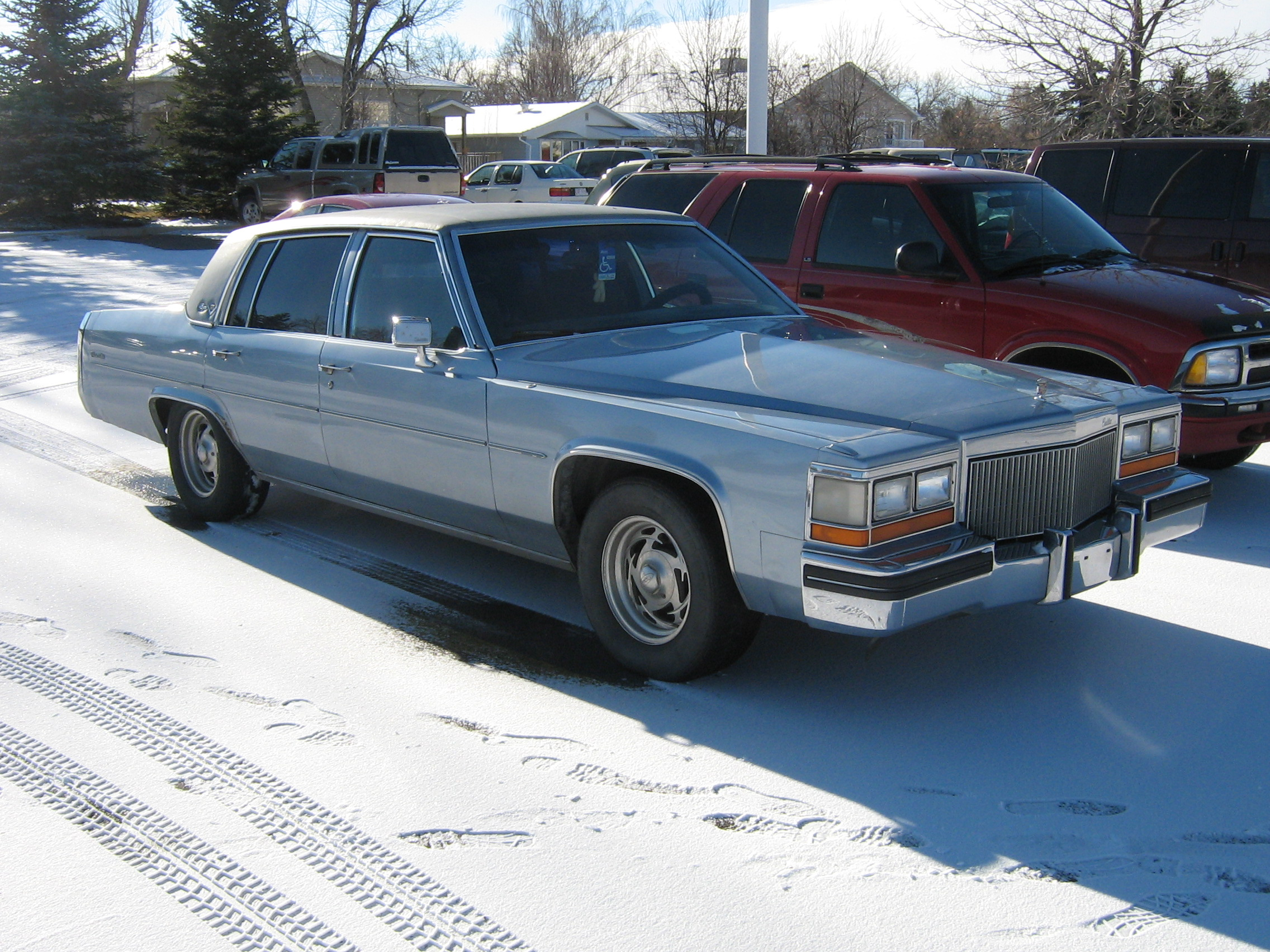
1982 Cadillac Sedan Deville

С этого модельного года изменился силуэт автомобилей: уменьшился наклон заднего стекла, изменились окошки в задних стойках купе, боковые панели получили выштамповку понизу. Спереди появилась новая решётка радиатора, указатели поворотов теперь располагались под фарами, «клыки» вновь собрались вместе. Для защиты от летящих песка и камней, низ крыльев и части боковин над порогами имели полимерное покрытие.
Начиная с 1981 модельного года купе и седаны Fleetwood Brougham стали всего лишь более дорогой версией моделей Deville, с небольшими внешними различиями. Так, например опционная для Deville Coupe отделка задней части крыши винилом в стиле Cabriolet, была стандартной для модели Fleetwood Brougham Coupe.
В 1982 году появилась новая решётка радиатора с мелкими вертикальными полосками, рассеченными двумя горизонтальными. По заказу кузов мог быть двухцветным: верх и низ окрашивались разными оттенками одного цвета. Автомобили стали оснащать фарами головного света с галогенными лампами. На дистанционно, открываемой из салона крышке заправочного люка за номерным знаком, появилось крепление для пробки бензобака. В 1983 модельном году надпись Cadillac переехала с хромированного «лба» капота на решётку радиатора.

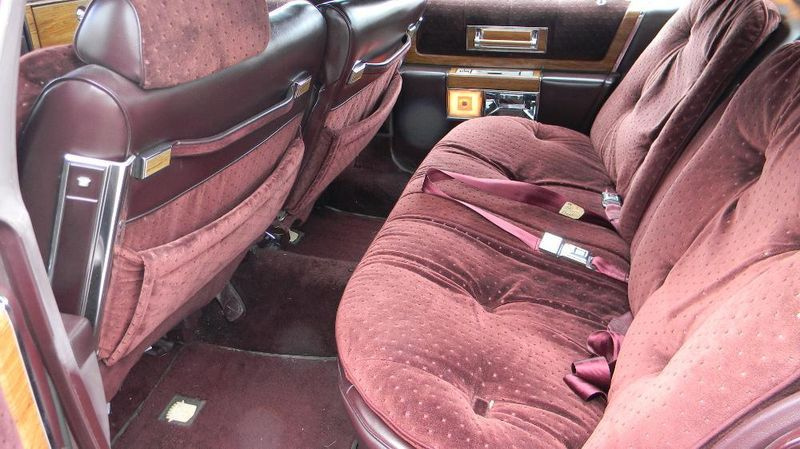
1980 Cadillac Sedan Deville D'Elegance с роскошной отделкой салона

Новая линия крыши позволила сдвинуть задние сидения назад, увеличив пространство для пассажиров. Была улучшена шумоизоляция кузова, новые коврики имели специальное поглощающее шумы покрытие. Появились электрические стеклоподъёмники с лёгким и компактным тросовым приводом. По заказу устанавливалось заднее стекло с электрообогревом и обогреваемые наружные зеркала. На новой потолочной консоли спереди располагались лампочки освещения салона, а также имелась ниша под заказной блок дистанционного управления воротами гаража. С 1981 модельного года появилась новая с полностью электронным цифровым управлением система климат-контроля. Надо было просто ввести требуемую температуру в салоне, и она поддерживалась автоматически. С 1982 модельного года появилась новая функция этой системы — отображение температуры за бортом. По заказу можно было установить передние сидения «с памятью», в которой хранились два варианта настроек положения сидений, например «для него» и «для неё».
Для достижения законодательно установленного среднего по фирме расхода топлива, рабочий объём восьмицилиндрового V-образного двигателя был ещё раз снижен до 6 литров (368 кубических дюймов), путём уменьшения диаметра цилиндров. Двигатель с четырёхкамерным карбюратором (L61) развивал мощность 150 л.с. Двигатель с центральным впрыском топлива (L62) развивал мощность 145 л.с. и устанавливался на автомобили, продаваемые в Калифорнии, с её более жёсткими требованиями по ограничению выбросов. Помимо особого двигателя такие автомобили оснащались специальным двухкомпонентным каталитическим нейтрализатором отработавших газов. Автомобили с бензиновыми двигателями стандартно оснащались автоматической трёхступенчатой трансмиссией THM400.
Кроме бензинового, по заказу можно было установить V-образный восьмицилиндровый дизель LF9 рабочим объёмом 5,7 литра (350 кубических дюймов) и мощностью 105 л.с. Автомобили с таким мотором оснащались автоматической трёхступенчатой трансмиссией THM200, а с 1982 модельного года автоматической четырёхступенчатой трансмиссией с повышающей последней передачей (overdrive) THM200-R4.

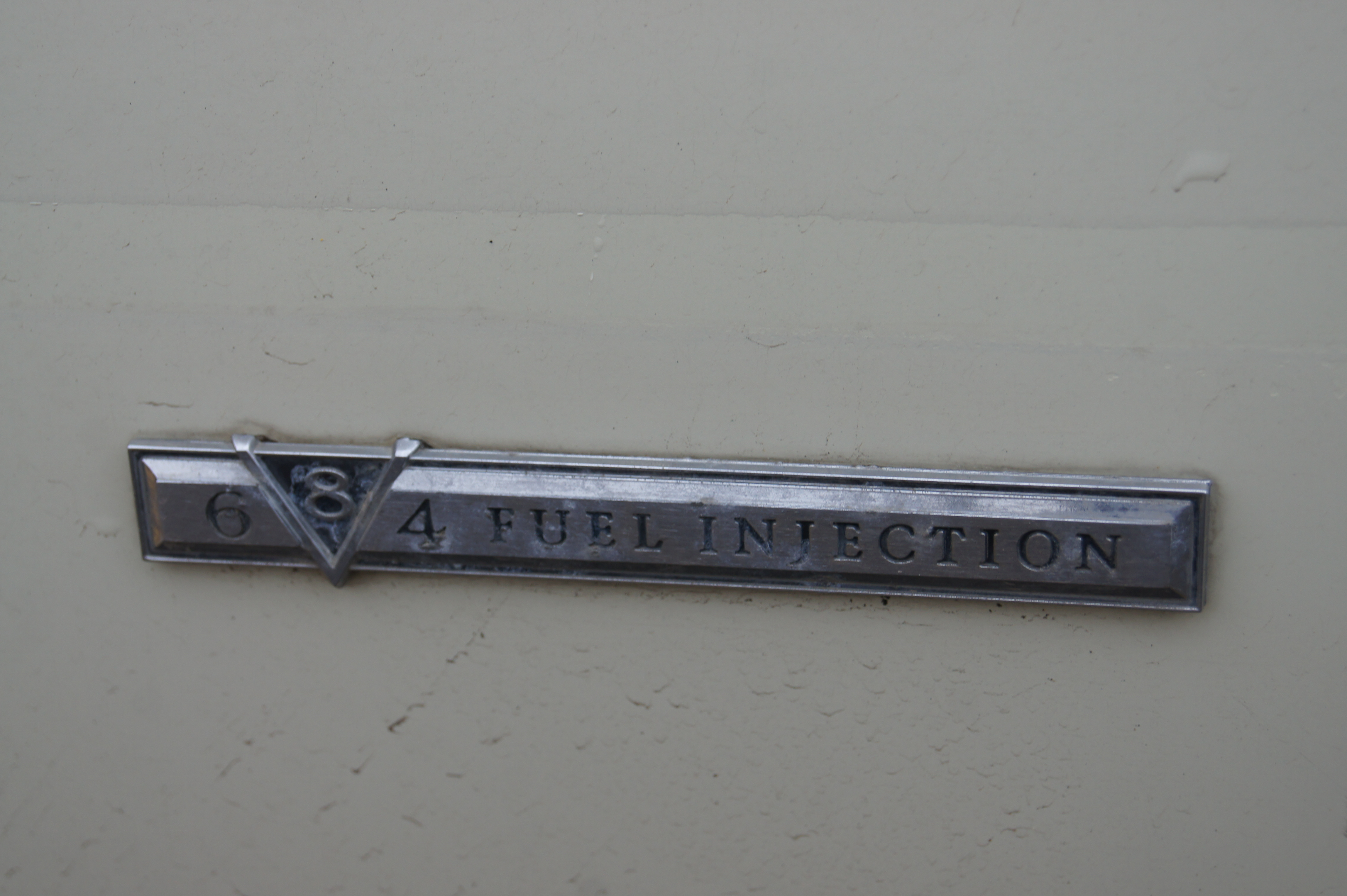
1981 Cadillac Sedan Deville с неудачным двигателем с отключаемыми цилиндрами

В 1981 модельном году появился оригинальный восьмицилиндровый V-образный двигатель с отключением части цилиндров (V8-6-4). В зависимости от условий движения, с целью экономии топлива, по команде электронного блока управления двигатель переходил на работу с шестью или только четырьмя цилиндрами. Специальный электромагнит сдвигал блокирующую скобу, расположенную над коромыслом привода клапана, позволяя центру коромысла свободно двигаться вверх-вниз, не воздействуя на клапан. Как только появлялась необходимость, блокирующая скоба сдвигалась на место, центр коромысла становился неподвижным, и оно вновь начинало качаться, открывая и закрывая клапан. Этот мотор развивал мощность 140 л.с. и  агрегатировался с автоматической трёхступенчатой трансмиссией THM400.
Двигатель оказался очень капризным, система управления была не способна правильно включать и выключать цилиндры в реальных условиях эксплуатации. В течение года было внесено 13 изменений в программу управления, но лучше мотор работать не стал. Многие просто отключали блок управления, заставляя двигатель постоянно работать в восьмицилиндровом режиме.
В 1982 модельном году проблемный V8-6-4 был заменён новым восьмицилиндровым V-образным двигателем LT8 с алюминиевым блоком цилиндров рабочим объёмом 4,1 литра (249 кубических дюйма) и мощностью 125 л.с. Лёгкий и компактный двигатель предназначался для переднеприводных моделей Cadillac, но был быстро переделан под установку на автомобили с задним приводом. Двигатель комбинировался с новой четырёхступенчатой автоматической трансмиссией с повышающей высшей передачей (overdrive) THM200-R4. В 1983 модельном году мощность двигателя возросла до 135 л.с.
В 1981—1982 модельных годах была доступна по заказу установка шестицилиндрового V-образного двигателя (LC4) рабочим объёмом 4,1 литра (252 кубических дюйма) мощностью 125 л.с. в сочетании с четырёхступенчатой автоматической трансмиссией THM200-4R с повышающей (overdrive) четвёртой передачей.
В модернизированной подвеске использовались шарниры с уменьшенным трением и амортизаторы с улучшенными уплотнениями. Автомобили стали стандартно комплектоваться компактным запасным колесом (докаткой). Система поддержания высоты кузова на постоянном уровне сзади стала стандартной в 1984 модельном году.
Всего в 1980 модельном году было изготовлено 104 678 автомобилей, 55 490 купе и 49 188 седанов. В 1981 году было произведено 149 715 автомобилей, 62 724 купе и 86 991 седан. Всего в 1979 модельном году было выпущено 136 150 автомобилей, 50 130 купе и 86 020 седанов. В 1984 модельном году было изготовлено 174 674 автомобиля, 65 670 купе и 109 004 седана→.

## Хронология
| Deville | 49 | 50—53 | 54—56 | 57—58 | 59—60 | 61—64 | 65—70 | 71—76 | 77—84 | 85—93 | 94—99 | 00—05 |

## Комментарии
1. 1 2 3 4  Сухая масса автомобиля без технических жидкостей (охлаждающая и тормозная жидкости, моторное  и трансмиссионное масла и т.п.), немного меньше снаряженной массы.
2. 1 2  Модельный год[англ.], в отличие от календарного, на фирме Cadillac обычно, но не всегда, начинался в конце сентября, начале октября. Здесь везде, кроме отдельно оговоренных случаев, используются данные за модельный год.

### Документы GM
1. Features Fine in '79 :  [англ.]. — USA : Cadillac Motor Car Division, General Motors Corporation, 1978. — 16 p. — (Cadillac Service Roundtable).
2. The New Generation of Transmiisions :  [англ.]. — USA : Cadillac Motor Car Division, General Motors Corporation, 1979. — 16 p. — (Cadillac Service Roundtable).
3. The Great 1980 Cadillacs :  [англ.]. — USA : Cadillac Motor Division, General Motors Corporation, 1979. — 12 p. — (Cadillac Service Roundtable).

### Каталоги
1. 1977 Cadillac :  [англ.]. — USA : Cadillac Motor Division, General Motors Corporation, 1976. — 18 p.
2. Cadillac 1978 :  [англ.]. — USA : Cadillac Motor Division, General Motors Corporation, 1977. — 34 p.
3. Cadillac :  [англ.]. — USA : Cadillac Motor Division, General Motors Corporation, 1978. — 34 p.
4. Cadillac 1980 :  [англ.]. — USA : Cadillac Motor Division, General Motors Corporation, 1979. — 34 p.
5. Cadillac 1981 :  [англ.]. — USA : Cadillac Motor Division, General Motors Corporation, 1980. — 40 p.
6. Best of all… it's a Cadillac :  [англ.]. — USA : Cadillac Motor Division, General Motors Corporation, 1981. — 41 p.
7. 1983 Best of all… it's a Cadillac :  [англ.]. — USA : Cadillac Motor Division, General Motors Corporation, 1982. — 42 p.
8. Cadillac Devilles and Fleetwood Broughams :  [англ.]. — USA : Cadillac Motor Division, General Motors Corporation, 1983. — 15 p.

### Книги
1. John Gunnell Standard Catalog of Cadillac 1903-2004 в «Книгах Google»
2. Peter C. Sessler Ultimate American V-8 Engine Data Book в «Книгах Google»

### Статьи
1. David E. Davis, Jr. Cadillac Coupe deVille (англ.) // Car and Driver : журнал. — 1978. — June. — P. 44—53.